# Oxyropsis
Oxyropsis (Оксиропсіс) — рід риб триби Hypoptopomatini з підродини Hypoptopomatinae родини Лорікарієві ряду сомоподібні. Має 4 види. Наукова назва походить від грецьких слів oxy, тобто «різкий», «гострий», oura — «хвіст», та opsis — «подібне до».

## Опис
Загальна довжина представників цього роду коливається від 4,4 до 7,6 см. Зовнішністю схожі на сомів з роду Hypoptopoma. Голова сплощена зверху, ніс витягнутий та загострений. Очі відносно великі. Тулуб витягнутий, трохи кремезний, вкрито кістковими пластинками. Спинний плавець тонкий, скошений назад. Уздовж бічної лінії розташовані збільшені одонтоди (шкіряні зубчики). Грудні плавці дещо витягнуті та широкі, з округлими кінчиками. Черевні плавці маленькі. Анальний плавець витягнутий, з короткою основою. У самців біля анального плавця присутній генітальний горбок. Хвостове стебло довгасте й вузьке. Хвостовий плавець стиснутий та тонкий або розрізаний з помірно широкими лопатями.
Забарвлення строкате, де переважають коричневий, сірий або чорний кольори разом з численними білими плямочками.

## Спосіб життя
Це демерсальні риби. Воліють до прісних водойм. Тримаються рослинності, каменів або корчів. Активні вдень та присмерку. Живляться переважно водоростями та детритом, а також дрібними водними організмами.

## Розповсюдження
Мешкають у басейнах річок Амазонка, Оріноко і Ріу-Неґру.

## Види
- Oxyropsis acutirostris
- Oxyropsis carinata
- Oxyropsis ephippia
- Oxyropsis wrightiana